# O-40王座
O-40王座（オーバー-フォーティーおうざ）は、DDTプロレスリングが管理、認定している王座。

## 歴史
2019年6月25日、スーパー・ササダンゴ・マシンの提案で40歳以上の選手を対象にした王座として創設。7月15日、DDTプロレスリング大田区総合体育館大会で行われた初代王座決定戦に勝利した高木三四郎が初代王者になった。
2022年9月1日、王者の大鷲透が返上。その後、王座決定戦が行われないまま事実上封印状態となる。
2023年2月、ゴージャス松野の要望で王座が復活することを発表。3月21日、DDT後楽園ホール大会で行われた第4代王座決定戦に勝利した大石真翔が第4代王者になった。
2024年3月19日、王者の大石が2023年4月1日以降防衛戦を行わなかったため剥奪された（具体的な防衛期限は不明）。なお、元王者の大鷲は獲得から返上まで1年9ヶ月防衛戦を行わなかったが剥奪されなかった。

## 歴代王者
| 歴代  | 選手             | 戴冠回数 | 防衛回数 | 獲得日付       | 獲得場所 （対戦相手・その他）                                |
| ----- | ---------------- | -------- | -------- | -------------- | ------------------------------------------------------------ |
| 初代  | 高木三四郎       | 1        | 1        | 2019年7月15日  | 大田区総合体育館 スーパー・ササダンゴ・マシン                |
| 第2代 | ゴージャス松野   | 1        | 2        | 2019年9月29日  | 後楽園ホール                                                 |
| 第3代 | 大鷲透           | 1        | 0        | 2020年11月8日  | DDT TV SHOWスタジオ 返上                                     |
| 第4代 | 大石真翔         | 1        | 1        | 2023年3月21日  | 後楽園ホール ゴージャス松野、川松真一朗による3WAYマッチ 剥奪 |
| 第5代 | アズールドラゴン | 1        | 1        | 2024年4月13日  | 西鉄ホール 大石真翔                                          |
| 第6代 | 大鷲透           | 2        | 0        | 2024年10月13日 | アクロス福岡イベントホール                                   |
| 第7代 | アントーニオ本多 | 1        |          | 2025年4月23日  | 上野恩賜公園野外ステージ                                     |

## 主な記録
- 最多連続防衛回数 : 2回 - ゴージャス松野（第2代）
- 最多通算防衛回数 : 2回 - ゴージャス松野（第2代）
- 最年少戴冠記録 : 44歳10ヶ月 - 大鷲透（第3代）
- 最年長戴冠記録 : 58歳5ヶ月 - ゴージャス松野（第2代）